# 扬·阿林奇
扬·阿林奇（捷克語：Jan Alinč，1972年5月27日—），生于洛乌尼，捷克男子冰球运动员，司职前锋。他曾代表捷克国家队参加1994年冬季奥林匹克运动会冰球比赛，获得第五名。